# Greg Zanon
Gregory M. "Greg" Zanon, född 5 juni 1980 i Burnaby, British Columbia, är en kanadensisk professionell före detta ishockeyback som spelat i NHL för klubbarna Nashville Predators, Minnesota Wild, Boston Bruins och Colorado Avalanche.

## Spelarkarriär

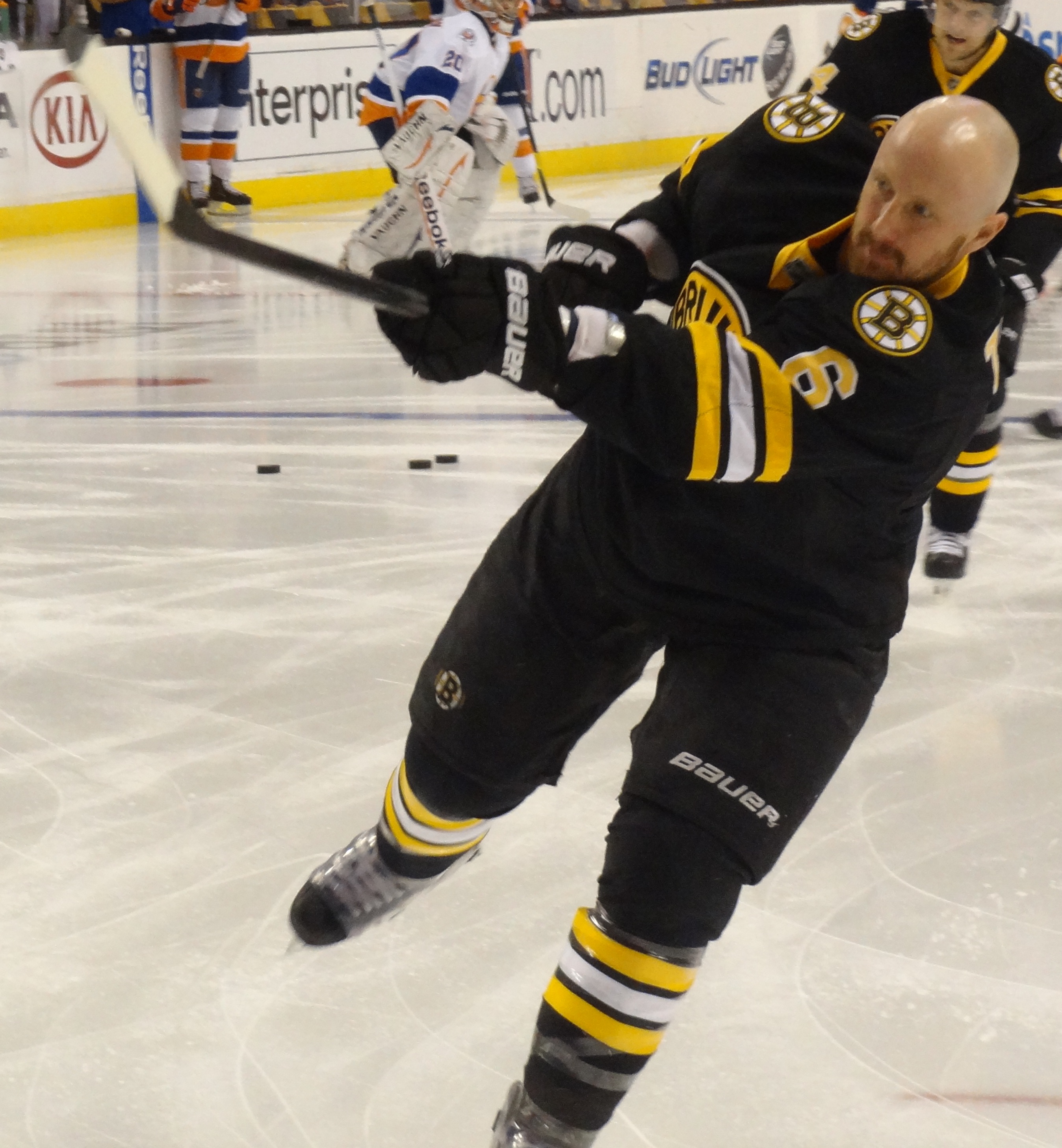
Under sin tid i Boston Bruins.

Greg Zanon draftades i den 5:e omgången, 156:e totalt i NHL draften 2000 av Ottawa Senators. Han spelade fyra säsonger, från 1999 till 2003, för University of Nebraska at Omaha i CCHA.
Osignerad från Senators Zanon spelade tre säsonger för Milwaukee Admirals i AHL, farmarlaget till Nashville Predators. Det var inte förrän säsongen 2005-06 som han slutligen slog sig in i NHL när han spelade fyra matcher för Predators. Zanon har ökat i NHL som en toppspelare i statistiken för antal blockerade skott. Han blockerade hela 189 skott säsongen 2007-08, högst av alla spelare i ligan.
1 juli 2009 tecknade Zanon ett treårskontrakt med Minnesota Wild. Hans första säsong med Wild var i högsta grad lyckad. Han svarade för ett fysiskt spel och gjorde 15 poäng på 81 matcher.
Under det sista året av sitt kontrakt med Wild säsongen 2011-12 fick Zanon en handskada som gjorde att han endast spelade 39 matcher innan han den 27 februari 2012 blev trejdad till Boston Bruins i utbyte mot Steven Kampfer.
Den 1 juli 2012 tecknade Zanon som free agent ett tvåårskontrakt värt $4,5 miljoner med Colorado Avalanche.

## Statistik

### Klubbkarriär
| 1996–97    | Victoria Salsa           | BCHL       | 54  | 3  | 5  | 8  | 53  | —  | — | — | — | —  |
| 1997–98    | Victoria Salsa           | BCHL       | 59  | 11 | 21 | 32 | 108 | 7  | 0 | 2 | 2 | 10 |
| 1998–99    | South Surrey Eagles      | BCHL       | 59  | 17 | 54 | 71 | 154 | —  | — | — | — | —  |
| 1999–00    | Nebraska-Omaha Mavericks | NCAA       | 42  | 3  | 26 | 29 | 56  | —  | — | — | — | —  |
| 2000–01    | Nebraska-Omaha Mavericks | NCAA       | 39  | 12 | 16 | 28 | 64  | —  | — | — | — | —  |
| 2001–02    | Nebraska-Omaha Mavericks | NCAA       | 41  | 9  | 16 | 25 | 54  | —  | — | — | — | —  |
| 2002–03    | Nebraska-Omaha Mavericks | NCAA       | 32  | 6  | 19 | 25 | 44  | —  | — | — | — | —  |
| 2003–04    | Milwaukee Admirals       | AHL        | 62  | 4  | 12 | 16 | 59  | 22 | 2 | 6 | 8 | 31 |
| 2004–05    | Milwaukee Admirals       | AHL        | 80  | 2  | 17 | 19 | 59  | 7  | 0 | 1 | 1 | 10 |
| 2005–06    | Nashville Predators      | NHL        | 4   | 0  | 2  | 2  | 6   | —  | — | — | — | —  |
| 2005–06    | Milwaukee Admirals       | AHL        | 71  | 8  | 27 | 35 | 55  | 21 | 1 | 7 | 8 | 24 |
| 2006–07    | Nashville Predators      | NHL        | 66  | 3  | 5  | 8  | 32  | 5  | 0 | 2 | 2 | 2  |
| 2006–07    | Milwaukee Admirals       | AHL        | 2   | 0  | 2  | 2  | 0   | —  | — | — | — | —  |
| 2007–08    | Nashville Predators      | NHL        | 78  | 0  | 5  | 5  | 24  | 6  | 0 | 2 | 2 | 4  |
| 2008–09    | Nashville Predators      | NHL        | 82  | 4  | 7  | 11 | 38  | —  | — | — | — | —  |
| 2009–10    | Minnesota Wild           | NHL        | 81  | 2  | 13 | 15 | 36  | —  | — | — | — | —  |
| 2010–11    | Minnesota Wild           | NHL        | 82  | 0  | 7  | 7  | 48  | —  | — | — | — | —  |
| 2011–12    | Minnesota Wild           | NHL        | 39  | 2  | 4  | 6  | 14  | —  | — | — | — | —  |
| 2011–12    | Boston Bruins            | NHL        | 17  | 1  | 1  | 2  | 4   | 7  | 0 | 1 | 1 | 0  |
| 2012–13    | Colorado Avalanche       | NHL        | 44  | 0  | 6  | 6  | 28  | —  | — | — | — | —  |
| 2013–14    | San Antonio Rampage      | AHL        | 24  | 0  | 4  | 4  | 34  | —  | — | — | — | —  |
| 2014–15    | San Antonio Rampage      | AHL        | 74  | 3  | 23 | 26 | 42  | 3  | 0 | 0 | 0 | 4  |
| NHL totalt | NHL totalt               | NHL totalt | 493 | 12 | 50 | 62 | 230 | 18 | 0 | 5 | 5 | 6  |